# Anolis chloris
Anolis chloris – gatunek jaszczurki z rodziny Anolidae. Występuje w Panamie, Kolumbii i Ekwadorze.

## Systematyka
Takson ten po raz pierwszy zgodnie z zasadami nazewnictwa binominalnego opisał w 1898 roku belgijsko-brytyjski przyrodnik George Albert Boulenger na łamach „Proceedings of the Zoological Society of London”, nadając mu nazwę Anolis chloris. Holotyp BMNH 1946.8.13.20. Jako miejsce typowe podał Paramba w Ekwadorze. Nie wyróżnia się podgatunków.

### Etymologia
- Anolis (Anolius): karaibska nazwa Anoli dla „jaszczurki”[6].
- chloris: gr. χλωρος, khlōros – „zielony”[7].

## Morfologia
Anolis chloris to mała jaszczurka o długości całkowitej nieprzekraczającej 20 cm. Głowa niewielka, szpiczasta, język pomarańczowy. Tęczówka niebieska. Tułów smukły, ogon cienki, długi, znacznie przekraczający długość tułowia, zaokrąglony, bez grzebienia ogonowego. Grzbiet jednolicie szmaragdowozielony. Fałd gardłowy biały z niewielkimi żółtawymi przebarwieniami i rzędami białych łusek. Anolis chloris jest najbardziej podobny do Anolis purpurescens i Anolis parvauritus, ale oba te gatunki są większe i nie mają białego podgardla. Występuje dymorfizm płciowy. Samce różnią się od samic zgrubieniem u nasady ogona oraz występowaniem fałdu gardłowego.
Wymiary:
|                        | Samiec | Samica |
| Długość całkowita (mm) | 194    | 182    |
| Długość SVL (mm)       | 62     | 58     |
| Długość TL (mm)        | 132    | 124    |

## Występowanie
Anolis chloris występuje na zachodnich zboczach i u podnóża Andów w północno-zachodnim Ekwadorze i zachodniej Kolumbii oraz na nizinach w południowo-wschodniej Panamie. W Ekwadorze – w prowincjach: Carchi, Cotopaxi, Esmeraldas, Imbabura, Los Ríos i Santo Domingo de los Tsáchilas. Obserwowany był w zakresie wysokości 21–1555 m n.p.m.

## Ekologia i zachowanie
Anolis chloris prowadzi dzienny tryb życia. Jego naturalnym habitatem są półotwarte środowiska, w tym granice wiecznie zielonych lasów nizinnych i podgórskich, drzewa pośrodku pastwisk, plantacji lub wzdłuż rzek i dróg. Siadają również na liściach palmowych, liściach bananowca lub na poręczach i drewnianych ścianach budynków. W ciągu dnia przebywa na drzewach do wysokości nawet 50 m nad poziomem gruntu, na ziemię schodzi tylko w pogoni za ofiarą. Nocą, w celu spoczynku, siadają na końcach liści lub na cienkich gałęziach na wysokości od 90 cm do 10 m nad ziemią. Ich dieta to głównie owady: rzędu pluskwiaków, błonkówek i prostoskrzydłych, ale obejmuje również mięczaki, równonogi, larwy owadów, pająki i nasiona. Anolis chloris jest gatunkiem jajorodnym.

## Status zagrożenia
W Czerwonej księdze gatunków zagrożonych IUCN Anolis chloris jest klasyfikowany jako gatunek najmniejszej troski (LC, ang. Least Concern); ani wielkość, ani trend populacji nie są określone. W Kolumbii jest uznawany za gatunek dość pospolity, natomiast w Panamie jako niepospolity.